# Steve Davis (trombonist)

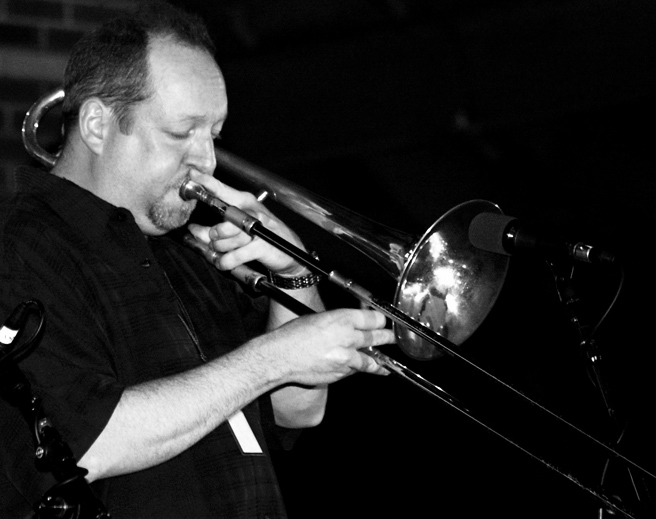
Steve Davis (2009)

Steve Davis (Worcester (Massachusetts), 14 april 1967) is een Amerikaanse jazztrombonist.

## Biografie
Davis groeide op in Binghamton (New York) en studeerde jazz bij Jackie McLean aan The Hartt School van de University of Hartford in Connecticut. McLean introduceerde Davis bij Art Blakey, waarna hij in 1989 lid werd van diens Jazz Messengers. Na Blakey's overlijden werd Davis in 1991 docent aan Hartt en de trombonist geeft daar tot op de dag van vandaag les. In 1992 ging hij ook spelen met McLean, een samenwerking die pas eindigde met het overlijden van McLean, in 2006. In 1996 verscheen zijn eerste album onder eigen naam, vanaf 1996 nam hij een reeks albums op voor het label Criss Cross. Hij was vier jaar lang lid van Chick Corea's Origin (1997–2001). In 1996 werd hij lid van het sextet One for All , een groep met Eric Alexander, Jim Rotondi, David Hazeltine, John Webber en Joe Farnsworth. Davis werkte samen met Larry Willis, speelde in The Dizzy Gillespie Alumni All-Star Big Band/Septet en leidde The Steve Davis Quintet (met o.m. saxofonist Mike DiRubbo). Hij is zowel actief in New York als Hartford.
Davis heeft verder gespeeld en/of opgenomen met o.a. Freddie Hubbard and The New Jazz Composers Octet, Benny Golson's New Jazztet, Hank Jones, Cecil Payne, Horace Silver, Cedar Walton, Harold Mabern, Eddie Henderson, Roy Hargrove, Avishai Cohen, Wynton Marsalis en het Lincoln Center Jazz Orchestra, en Michael Weiss.

## Discografie

### als leider
- The Moon Knows w/ Explorers (Brownstone, 1994)
- The Jaunt (Criss Cross, 1995)
- Dig Deep (Criss Cross, 1996)
- Crossfire (Criss Cross, 1997)
- New Terrain w/ Explorers (Ind, 1997)
- Vibe Up (Criss Cross, 1998)
- Portrait in Sound (Stretch/Concord, 2000)
- Systems Blue (Criss Cross, 2001)
- Meant to Be (Criss Cross, 2003)
- Update (Criss Cross, 2006)
- Alone Together (Mapleshade, 2007)
- Outlook (Posi-Tone, 2008)
- Eloquence (JLP, 2009)
- Live at Small's (Smalls Live, 2010)
- Images (Posi-Tone, 2010)
- Mistaken Identity (Audio & Video Labs/MCG Jazz, 2011)
- Gettin' It Done (Posi-Tone, 2012)
- Say When (Smoke Sessions, 2015)
- Think Ahead (Smoke Sessions, 2017)

### als 'sideman'

#### metArt Blakey
- Chippin' In (Timeless, 1990)
- One for All (A&M, 1990)

#### met Jackie McLean
- Rhythm of the Earth (1992, Birdology)
- Fire & Love (1997, Toshiba EMI/Blue Note)

#### met anderen
- Mode for Mabes met Eric Alexander (1997, Delmark)
- Beautiful Friendship met Joe Farnsworth (1998, Criss Cross)
- Osteology met Conrad Herwig (1998, Criss Cross)
- Adama met Avishai Cohen (1998, Stretch/Concord)
- Change w/ Chick Corea & Origin (1999, Stretch/Concord)
- Brand New world met Jimmy Greene (1999, BMG)
- Soul Journey met Michael Weiss (2003, Sinatra)
- Good-Hearted People met David Hazeltine (2002, Criss Cross)
- One 4-J met Steve Turre (2002, Telarc)
- Spirit of the Horn met Slide Hampton's World of Trombones (2002, MCG Jazz)
- American Song met Andy Bey (2004, Savoy)
- Dizzy's Business met Dizzy Gillespie Alumni All-Star Big Band (2005, MCG)
- Turn Up the Heath met Jimmy Heath Big Band (2006, Planet Arts)
- Blue Fable met Larry Willis (2007, HighNote)
- On the Real Side met Freddie Hubbard & New Jazz Composers Octet (2008, Hip Bop)
- New Time, New 'Tet' met Benny Golson (2008, Concord Jazz)
- Return of the Lineup met One for All (2009, Sharp Nine)
- I'm BeBoppin' Too met Dizzy Gillespie All-Star Big Band, (2009, Half Note)
- Bringin' It met Christian McBride Big Band (2017, Mac Avenue Records)